# Glitch (astronomia)
In astronomia, con glitch (in italiano "disturbo" o "scatto") si designa una piccola e improvvisa diminuzione del periodo di rivoluzione di una pulsar, collegato ad un rapido aumento della sua frequenza di rotazione, che invece normalmente è in lenta decrescita.
Un'ipotesi iniziale attribuiva queste variazioni brusche  al fatto che mentre la rotazione della pulsar rallenta, la forma della superficie si deve adattare ad una nuova configurazione di equilibrio idrostatico: più la pulsar gira lentamente, più la sua configurazione di equilibrio idrostatico è vicina ad una configurazione sferica. La superficie di una stella di neutroni o di una pulsar, essendo estremamente rigida, non riesce a modificare gradualmente la sua configurazione per adattarsi al nuovo equilibrio e lo fa solo tramite una serie di piccoli ma bruschi adattamenti. Ogni scossone causa una modifica della ripartizione delle masse superficiali e conseguentemente una diminuzione del suo momento d'inerzia. Per la conservazione del momento angolare, ciò provoca un violento aumento della velocità angolare del pulsar.
Quest'ipotesi è attualmente abbandonata, in favore di una descrizione che considera anche la struttura interna della stella a neutroni, ed in particolare il fatto che gran parte del suo nucleo è un superfluido che occasionalmente può interagire con la crosta esterna rigida.